# Coniophoraceae
Coniophoraceae Ulbr., 1928 è una famiglia di funghi basidiomiceti appartenente all'ordine Boletales.

## Generi di Coniophoraceae
Il genere tipo è Coniophora DC., altri generi inclusi sono:
- Chrysoconia
- Gyrodontium